# The chain ups
The chain ups（ザ・チェインアップス）は、日本の音楽バンド。2014年結成。愛称は「チェイン」。

## 概要
自身らのバイブルとしてはポストパンクとネオアコースティックを挙げている。
ボーカル廣恒の訳のわからないMCが特徴的である。
バンド全体の印象はファニーだが、コミックバンドではないと本人たちも否定している。
代表曲は『流星群』。

## メンバー
- 廣恒 裕貴（ひろつね ゆうき、1988年9月17日 - ）

ボーカル、ギター。作詞家　作曲家。東京都出身。
- KD（ケーディー、1988年10月28日 - ）

ベース。山形県出身。現在The Bartlettsというビートルズのコピーバンドでジョン・レノンパートを担当している。
- 桑田 春樹（くわだ はるき、1993年1月26日 - ）

ギター。広島県出身。現在タリホーズというバンドでギターボーカルを担当。
- ユキノ（2002年1月4日 - ）

キーボード。千葉県出身。現在「Czecho No Republic」のメンバーの新たな別ユニット「Living rita」のサポートキーボードでプレイしている。
- 響（ひびき、2002年1月31日 - ）

ドラム。福島県出身。
- たいぞー（1989年3月6日 - ）

総監督、キーボード。東京都出身。また中学校の同級生に権田修一がいる。

## 元メンバー
- キョーカ（2000年9月1日 - ）

ドラム。山口県出身。現在ギリシャラブのサポートドラマーとしてプレイしている。
- こうじ（1992年2月10日 - ）

ドラム。沖縄県出身。現在はタリホーズというバンドのドラマーとしてプレイしている。
- シャオチンJr（シャオチンジュニア、1988年11月7日 - ）

ギター。東京都出身。
- サンセン・スグルナリピー（1988年6月9日 - ）

ベース。東京都出身。

## 結成まで
前身バンドをやめてから、音楽をやることに嫌気がさしていた廣恒は酒浸りの日々を過ごす。
その噂を聞きつけて、サンセンが廣恒を飲みに誘いだす。
その日の会話の中で「最近曲はつくってないのか？」とサンセンが聞くと「実は趣味で作曲している。」と打ち明ける。
実際に曲を聴いたサンセンは「お前は絶対バンドをやった方がいい。才能がある。」と絶賛したことから、廣恒はバンドを組む決心をする。
「メンバーを入れるなら、全員ジョークがわかる楽器初心者がいい。
技術至上主義で経験者の連中は考えが凝り固まっていてクソだ。」
そう考えていた廣恒は、初代ギタリストにシャオチンJrと初代キーボードたいぞーに声をかける。
当時二人とも楽器を触ったこともなかったが、アメリカンジョークが通じるという理由で即採用される。
「やるならこの町で一番のスーパースターになろう。」と決心し、バンド活動を開始する。
また、初期メンバー全員のバイブルである映画トレインスポッティングのようなバンドになりたいと語っている。
ドラムが見つかるまで4人のグルーブを高めようという理由で池袋のゲームセンターに通いつめてメダルゲーム
をやったり、飲み歩いたりしていた。
1，2年たった頃、メンバーの一人が「結成してまだ一回もスタジオに入ってないから、そろそろ
練習を始めたほうがいいんじゃないか？」そう言ったのをきっかけにスタジオで練習し始める。
ドラマーがいない日々が続いていた頃、たまたまスタジオに遊びに来ていたこうじを見て「お前スティックを持って、
ドラムの椅子に座ってみろ。」と廣恒が指示をだしたところ「ドラマーっぽい雰囲気がある。」
と全員から評価され、初代ドラマーに抜擢される。メンバーは揃ったが、肝心のバンド名がないことに気づく。
ゲームセンターでメンバーがよくやっていたゲーム機「Cool104」に類似のスマホアプリの題名が「ザ・チェインアップ」
だったため、アルファベットで複数形の「The chain ups」にすると英国 の モッズバンドにいそうな字面
だということで、このバンド名に決定した。
この頃からライブや練習などのバンド活動をするも、いまいち本気になれずにダラけていた一行は、
ある時に旧友のハリケーンハマーが所属するTHE TOKYOというバンドのライブを観にいったことをきっかけに「バンドってこういう風に活動するんだな。
俺たちも真剣にバンド活動しよう」とプロを目指すようになる。
それから2016年にリリースされる「患者C.U.のスケッチ」のレコーディングに向けて曲つくりが始まる。
（当時のインタビューで、廣恒が刺激を受けたバンドマンとしてTHE TOKYOやTHE FOREVERSやDrop'sの名前を挙げている。）

## 来歴
2016年
- 7月16日 - 1st Album 『患者C.U.のスケッチ』をリリース。ジャケットは画家でイラストレイターの黒田愛里が手がけた。

- 10月20日 - 下北沢Daisy barのライブにてサンセン・スグルナリピーが脱退する。

- 12月8日  - KDがベーシストで正式メンバーとして加入。

2017年
- 1月12日 - 下北沢シェルターのライブにてシャオチンJrが脱退する。

- 8月16日 - 桑田春樹がリードギターで正式メンバーとして加入。

2018年
- 6月12日 - 下北沢THREEとThe chain upsのマンスリーイベント「るんるんナイト」がスタート。このイベントは毎月第2火曜日に開催で、当時THREEの副店長で撃鉄 (バンド)やMagic, Drums & Loveのベーシストでもある田代タツヤ氏の協力もあり、1年間行われた。

2019年
- 5月10日 - 2nd Album　『satisfaction』をリリース。
- 5月11日 - ドラム こうじが脱退。
- 5月30日 - キョーカが正式ドラマーとして加入。
- 10月5日 - テレビ朝日系列の深夜番組『爆笑問題&霜降り明星のシンパイ賞!!』にメンバー全員で出演[1]。

2020年
- 5月15日 - 新宿LOFTで初の単独公演（新宿LOFT店長の柳沢英則と話し合いのもと、新型コロナウィルスの影響で開催延期）。
- 5月25日 - 3rd Album　『Extra』をリリース。
- 9月6日 - 渋谷で行われた野外音楽Fesのライブ映像が、地上波の夕方のニュース（TOKYO MX）で流れる。ライブの様子などのインタビューを受ける[2]。

2021年
- 2月10日 - J-WAVE 「SONAR MUSIC」にて『tell me』が紹介される。
- 4月21日 - ポニーキャニオン運営の音楽配信サービス「early Reflection」から1stデジタルシングル『曇りの日、たたずむ人』をリリース。Spotify公式プレリストに選出。
- 6月30日 - 「early Reflection」から2ndデジタルシングル『（ちょっと遅めの）カフェごはん』をリリース。Spotify公式プレリストに選出。
- 7月2日 - Apple Music　公式プレリスト「TOKYO HIGHWAY」に『（ちょっと遅めの）カフェごはん』が選出。みの (YouTuber)パーソナリティーの『TOKYO HIGHWAY RADIO』で『（ちょっと遅めの）カフェごはん』が紹介される。
- 9月1日 - 「early Reflection」から3rdデジタルシングル『凪』をリリース。LINE MUSIC、AWA、Spotifyなどの公式プレイリストに選出。ジャケットはクラモトイッセイがデザインをした。
- 11月24日 - ポニーキャニオン運営の音楽配信サービス「early Reflection」から4thデジタルシングル『パーゴラよじのぼって』をリリース[3]。 Line Music AWA Spotify などの公式プレイリストに選出。また『パーゴラよじのぼって』のジャケットをグラフィックデザイナーの三栖一明がデザインした。

2022年
- 2月9日 - 「early Reflection」から5thデジタルシングル『あこがれ』をリリース[4]。AWAなどの公式プレイリストに選出。『あこがれ』のジャケットを画家の津田周平がデザインした。
- 2月19日 - 新代田FEVERで行われたツーマンライブにて、ドラムのキョーカが脱退。
- 3月19日 - 響がドラムとして、ゆきのがキーボードとしてバンドに正式加入。
- 4月28日 - J-WAVE 「SONAR MUSIC」で『パーゴラよじのぼって』が紹介。FM802「RADIO∞INFINITY」で『ちょっと遅めのカフェごはん』が紹介[5]。
- 5月11日 - 「early Reflection」から6thデジタルシングル『カンパニュラ』をリリース。Spotify などの公式プレイリストに選出。
- 5月12日 - 1st EP 「EP-1」をリリース。各楽曲をこだまたいち、高橋浩司、三栖一明、今中哲郎、津田周平の5名からコメントをもらっている[6]。
- 9月14日 - 「early Reflection」から7thデジタルシングル『流星群』をリリース[7]。 Spotifyなどの公式プレイリストに選出。
- 12月14日 - 下北沢THREEのライブをもって活動休止。